# 漳水十二渠
漳水十二渠，又名引漳十二渠、漳水渠、西门渠，战国初期魏国的西门豹、史起修造，是以漳水为源的大型引水灌溉渠系。。此渠引漳水溉鄴（今河北省南端磁縣、臨漳縣一帶），以富魏之河內，為魏國初年強盛之基礎。

## 开凿者
《史记》等记载，引漳十二渠创建人为魏文侯时邺令西门豹。但是，《吕氏春秋·乐成》载，引漳十二渠为魏襄王时邺令史起修建，在西门豹后约一百余年，并批评西门豹不知引漳灌田，《汉书·沟洫志》采用这一说法。也有人认为今本《史记·河渠书》已非原文，而是后人根据《汉书·沟洫志》改窜而成的赝品，西门豹引漳事不可信，始开渠者应为史起。
后人多调和两说，认为“西门溉其前，史起灌其后。”（晋左思《魏都赋》）。今河南安阳北40里丰乐镇之东，东汉时建有西门豹祠，明代加入史起，成为“二大夫祠”，现尚存遗迹。

## 河伯娶妇
战国初年，魏文侯任用李悝、吴起变法。魏文侯二十五年（前400年），西门豹任邺令。邺人为水患所苦，地方豪吏与巫祝勾结，以河伯娶妇愚弄人民。西门豹至邺，废之。兴建水利，开凿十二支渠，引漳河水灌田，改良土壤，发展生产。并寓兵于农，存粮于民。

## 史起續修
魏襄王時期，鄴令史起決漳水以灌溉鄴田。當時，鄴民大怨，欲凌辱史起，史起不敢出而避之。魏王乃使他人繼續為之。水已行，民大得其利，相與歌之曰：「鄴有聖令，時為史公，決漳水，灌鄴旁，終古斥鹵，生之稻粱。」

## 河道
第一渠首在邺西十八里，相延十二里内有拦河低溢流堰十二道，各堰都在上游右岸开引水口，设引水闸，共成十二条渠道。灌区不到十万亩。漳水浑浊多泥沙，可以落淤肥田，邺地因而富庶。
东汉末年，曹操以邺为根据地，按原形式整修十二道拦河堰，并改名为天井堰。基本上是十二堰的重修，称为十二墱。「又堨漳水，迴流東注，號天井堰。二十里中，作十二墱，墱相去三百步，令互相灌注，一源分爲十二流，皆懸水門。」
东魏天平二年（535）改建为天平渠，并成单一渠首，灌区扩大，后变称万金渠。
隋唐后，形成以漳水、洹水（今安阳河）为源的灌区。唐代复修天平渠，并开分支，灌田十万亩以上。清代、民国时有修复利用。
1959年，漳河上修建岳城水库。两岸分引库水，灌田数百万亩，代替了古灌渠。

## 影響
十二渠不僅使鄴城因灌溉而連年豐收，並且減輕漳水氾濫的威脅。令西漢到隋代幾百年間，鄴城安陽一帶繼續為政經重地，袁紹、曹操、東魏、北齊曾都鄴城。
漢代有長吏以為十二渠橋經絕馳道，欲合渠水，且至馳道合三渠為一橋。鄴的人民父老反對長吏，認為曾經的名吏西門君所留下的遺產不可以被輕易改動，長吏最終聽從並擱置了計劃。